# عبد الرزاق أحمد سعيد
عبد الرزاق أحمد سعيد (بالصومالية: Cabdirisaaq Axmed Siciid)‏ سياسي صومالي شغل سابقا منصب رئيس مفوضية الانتخابات في بونتلاند ويشغل حاليا منصب رئيس مجلس النواب في ولاية بونتلاند الصومالية.

## النشأة والتحصيل العلمي
وُلِد عبد الرزاق أحمد سعيد في مدينة طهر بمحافظة سناج شمال الصومال عام 1983 وتلقى تعليمه الأساسي والثانوي في كل من طهر وبوصاصو، وحصل على شهادة البكالوريوس في الإدارة والعلاقات العامة من جامعة في أوغندا ثم على الماجستير في الديمقراطية من جامعة في إيطاليا.

## حياته المهنية
بدأ حياته المهنية كباحث وعمل مع منظمات دولية أبرزها البنك الدولي، وفي عام 2019 بدأ مشواره السياسي بانضمامه للجنة الانتخابات في بونتلاند، واختير رئيسا للمفوضية فيما بعد في 2 يناير 2022 وأجرت المفوضية خلال رئاسته أول انتخابات محلية مباشرة [الإنجليزية] في بونتلاند منذ تأسيسها عام 1998، بعد انتخابات تمهيدية أجريت أواخر عام 2021.
في 4 يناير 2024 انتُخب عبد الرزاق أحمد سعيد رئيسا لمجلس النواب في بونتلاند بعد حصوله على 37 صوتا في الجولة الأولى وانسحاب مُنافِسَيهِ من التوجه لجولة ثانية.